# 科內河
47°54′41″N 05°59′41″E / 47.91139°N 5.99472°E

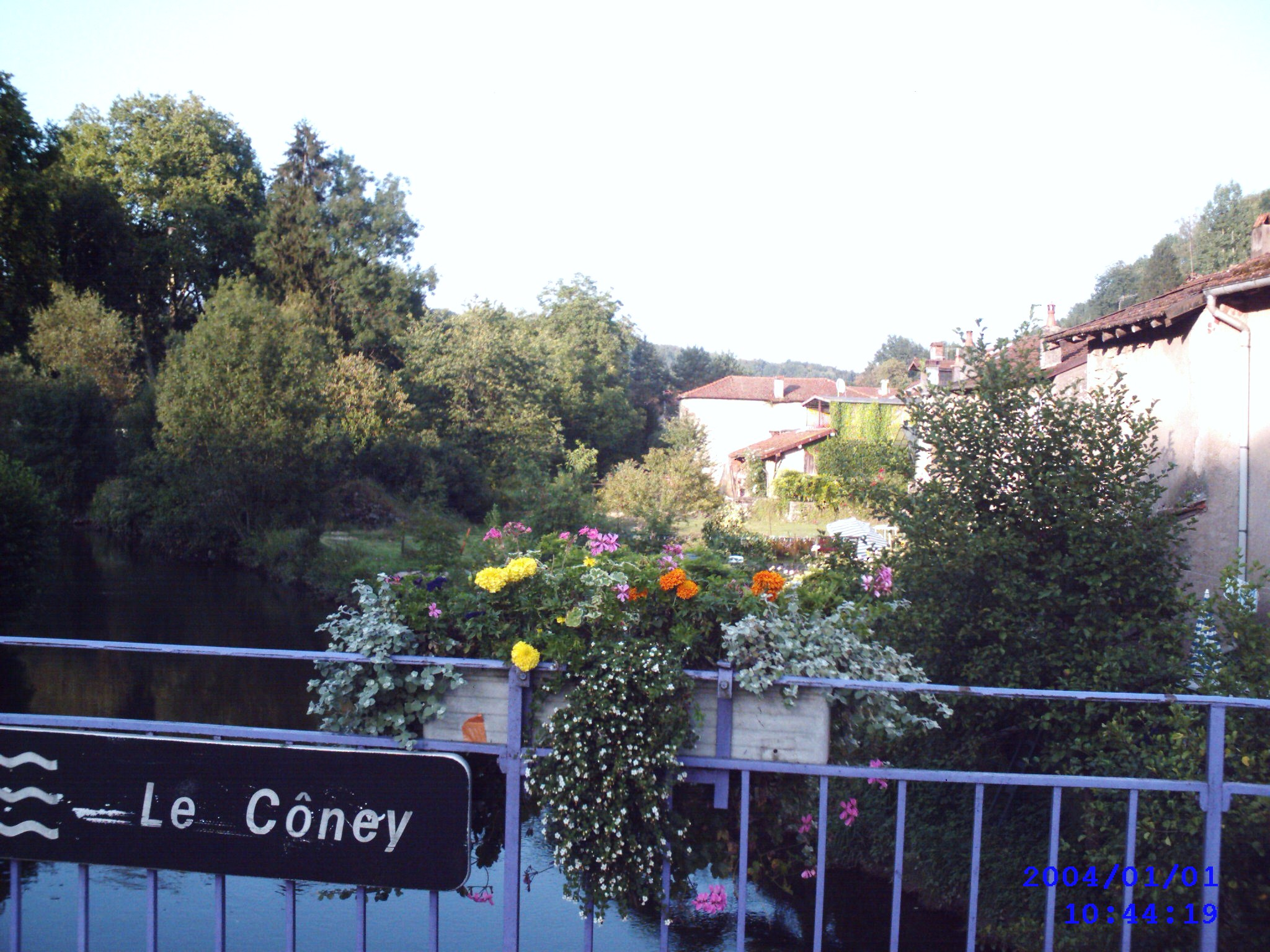

科內河（法語：Côney，法語發音：[konɛ]）是法國的河流，位於該國東北部，屬於索恩河的左支流，河道全長55公里，流域面積317平方公里，平均流量每秒5.29立方米，發源自杜努，河口處在科爾。

## 外部連結
- http://www.geoportail.fr （页面存档备份，存于）
- The Côney at the Sandre database （页面存档备份，存于）